# 臨時装甲列車
臨時装甲列車（りんじそうこうれっしゃ）とは、日本陸軍が満州と中国で使用するために昭和7年（1932年）に製作した装甲列車である。

## 製作の経緯
日本陸軍はシベリア出兵の体験で装甲列車整備の必要性を痛感したが、研究は進んでいなかった。済南事件および満州事変に投入された装甲列車は、戦時に応じて現地急造されたものである。また南満州鉄道（満鉄）では自社線路を守るために、関東軍や守備隊の意見を取り入れて、若干の火砲と小火器を搭載して装甲列車を製作したが、いずれも軍部が主体となって開発したものではなかった。
さらに満州事変を通じて、装甲列車の運行と鉄道沿線の遭遇戦などを経験したことから参謀本部でもようやく試験的に装甲列車を造ることとなった。これが臨時装甲列車、また軽装甲列車とも呼ばれた車輌である。整備計画は昭和7年8月15日、陸満密第602号で発令された。
設計は陸軍技術本部が担当し、製造指揮は陸軍兵器廠が行なった。主任者が満州に出張して、実際の製作は満鉄が行なった。製作費は200万円である。
基本となる車体は満鉄が担当することになり、満鉄の機関車および諸車輌を車台として製作した。火砲やその他の兵器はすべて兵器廠から供給された。装甲板は日本製鋼所において作られたものを満州に輸送した。改造・兵器搭載・装甲の装着は、満鉄大連工場において昭和7年12月から開始され、昭和8年（1933年）5月に竣工にこぎつけた。本列車は旅順、大連、新京間の線路で試験を実施した後、同年7月関東軍に交付された。

## 概要
完成後の臨時装甲列車は、機関車（炭水車付き）×1、補助炭水車×1、指揮車×1、重砲車×2、軽砲車×2、歩兵車×2、材料車×1、警戒車（防護車）×2、計12両の編成、その配列は次の通りであった。
警戒車－重砲車－軽砲車－歩兵車－指揮車－機関車－補助炭水車－材料車－歩兵車－軽砲車－重砲車－警戒車
- 警戒車：前方に十一年式軽機関銃1〜2挺、60cm探照灯、携帯回光器などが装備され、車輌外部は装甲が施された。これらの投光器は装甲列車の前・後方を照らし、偵察・警戒任務には必要な装備だった。
- 重砲車：機関車寄りに連結された1両は十四年式十糎高射砲1門を搭載し、高射砲の長射程を利用して水平射撃を行なった。機関車から後方寄りに連結された1両には、四年式十五糎榴弾砲1門が備え付けられ、2門と共に240度の旋回が可能であった。この2車両は各要部に装甲が施され、そのほか三年式重機関銃4挺、騎銃10挺、砲隊鏡1具なども積載された。また台枠には安定脚があり、射撃の際にはこれを降ろして車体を安定させていた。
- 軽砲車：十一年式七糎半野戦高射砲2門を設置、これも全周射撃が可能な旋回装置が付き、2門の高射砲は互いに射線が干渉しないように段差をつけて搭載されていた。車両外側を装甲化した。他に三年式重機関銃4挺、騎銃10挺、射撃観測装置として代用野戦重測定機や砲隊鏡も装備された。
- 歩兵車：武装として平高射兼用の十三粍機関砲2門が全周旋回式砲塔に備え付けられ、他に高射機関銃2挺や三年式重機関銃4挺が合計6挺、また個人用火器としての小銃2挺、砲隊鏡、75cm軽測遠機、30cm探照灯、通信装置なども装備されていた。
- 指揮車：構造的には上下二階の構造を持ち、編成中でもとび抜けて高い車高である。各要所は装甲を施した。上部には砲兵戦闘指揮所として砲兵用の観測具と通信装置が、もう一方下部には列車指揮所として無線電信機と列車内通信連絡装置がそれぞれ装備された。その他の装備には、三年式重機関銃2挺、騎銃10挺、対空双眼鏡1具、特殊砲隊鏡1具、潜望鏡1具などが備えられた。
- 機関車：満鉄のソリイ型（1D）蒸気機関車、運転室をはじめ車体外周は厚さ10mmの装甲を装着した。その他の部分の装甲は6mmの特殊鋼鋼板である。運転室には連絡用の通信装置が備えられた。
- 補助炭水車：満鉄のタイ型50トン積石炭車を改造し、要部に装甲を施した。水槽容量40トン（300km走行分）、石炭積載量5トン（600km走行分）であった。十一年式軽機関銃2挺などの武装も付加されていた。
- 材料車：満鉄のハ1型三等車を基に改造、車体側面の装甲と屋根上の無線アンテナがなければ、外観は当時の一般的な二重屋根式の三等客車とほぼ同じである。車内は発電機室、無線室、蓄電池室および倉庫に区分され、ほかに自衛用の十一年式軽機関銃2挺、装甲列車修理用器材なども積載されていた。

各車両はいずれもカムフラージュが施され、とくにソ連鉄道の1524mm広軌にも対応が可能なように、全車両に対して広軌用車輪と長車軸が用意されていた。
臨時装甲列車は昭和7年以降、満鉄で続々と製作されたが、列車編成は年度によって異なっていた。いずれも各装甲列車隊へ引き渡されて、中国大陸鉄道の警備についている。